# Mararía (película)
Mararía es una película española dirigida por Antonio Betancor.

## Argumento
Fermín (Carmelo Gómez) es un médico vasco que llega a la isla de Lanzarote. Conoce a una preciosa chica llamada Mararía (Goya Toledo), de la que se enamora en silencio. Un día aparece un apuesto inglés llamado Beltrahn (Iain Glen), que ganará el amor de Mararía y desatará la ira de Fermín, quien conducirá a los enamorados a la desgracia, destruyéndose a la vez él mismo y convirtiéndose en otra clase de persona, capaz de llegar a matar por amor.
Basada en la novela homónima de Rafael Arozarena. Antes de la novela Mararía escribió un romance titulado María la de Femés, que derivó en el libro. El título de la obra establece una relación entre Mara, la diosa de la pasión, y María, la protagonista, que es deseada por todos los hombres del pueblo y quien finalmente purifica su belleza al quemarse, al igual que la diosa, ya que estaba cansada de que los hombres la amasen por su aspecto físico y no por lo que ella era realmente.

## Comentarios
- Basado en la novela Mararía de Rafael Arozarena.
- Debut de Goya Toledo en su tierra natal.

- Datos: Q5572765